# Коллаж

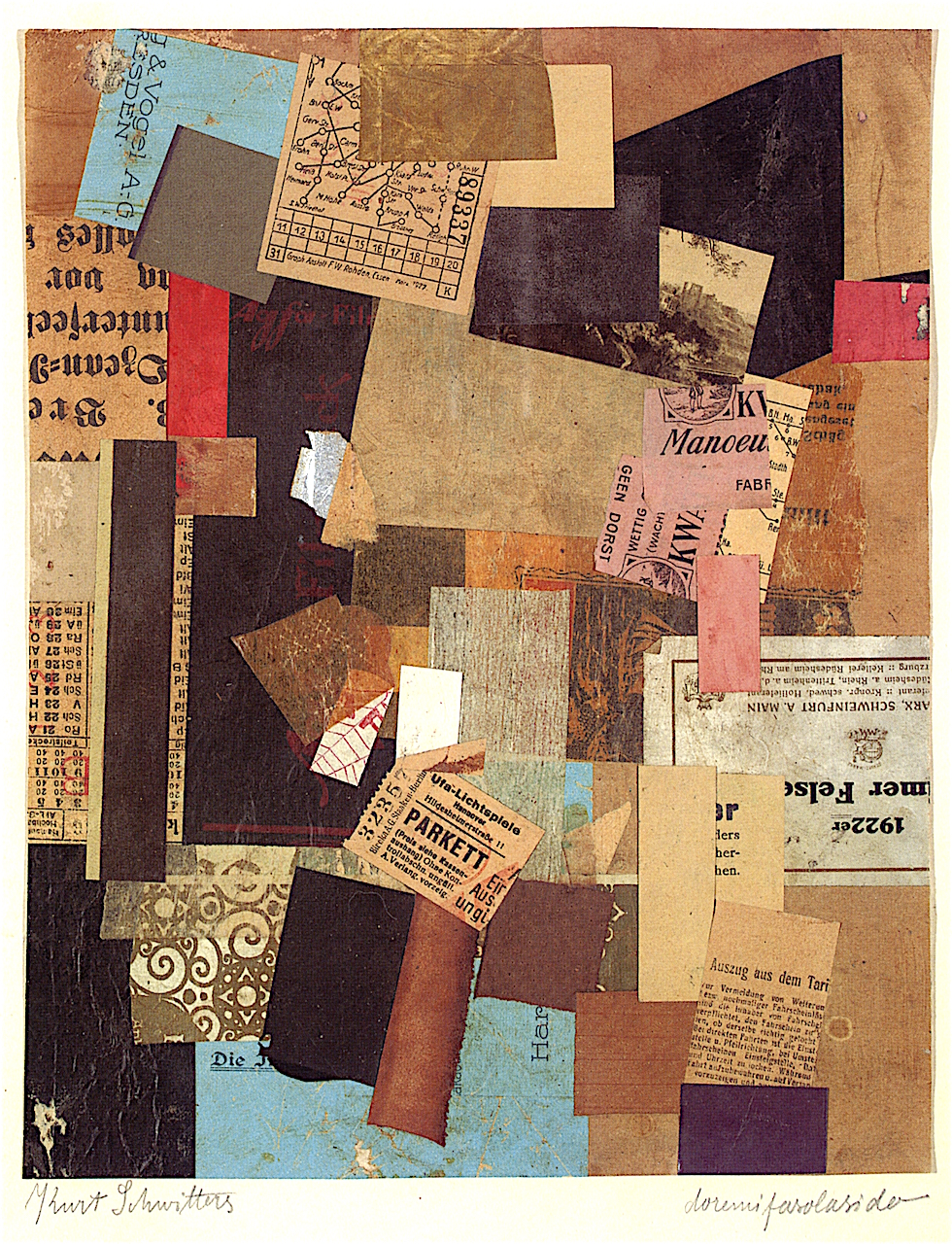
К. Швиттерс. Doremefasolasido. Коллаж. 1930. Частное собрание

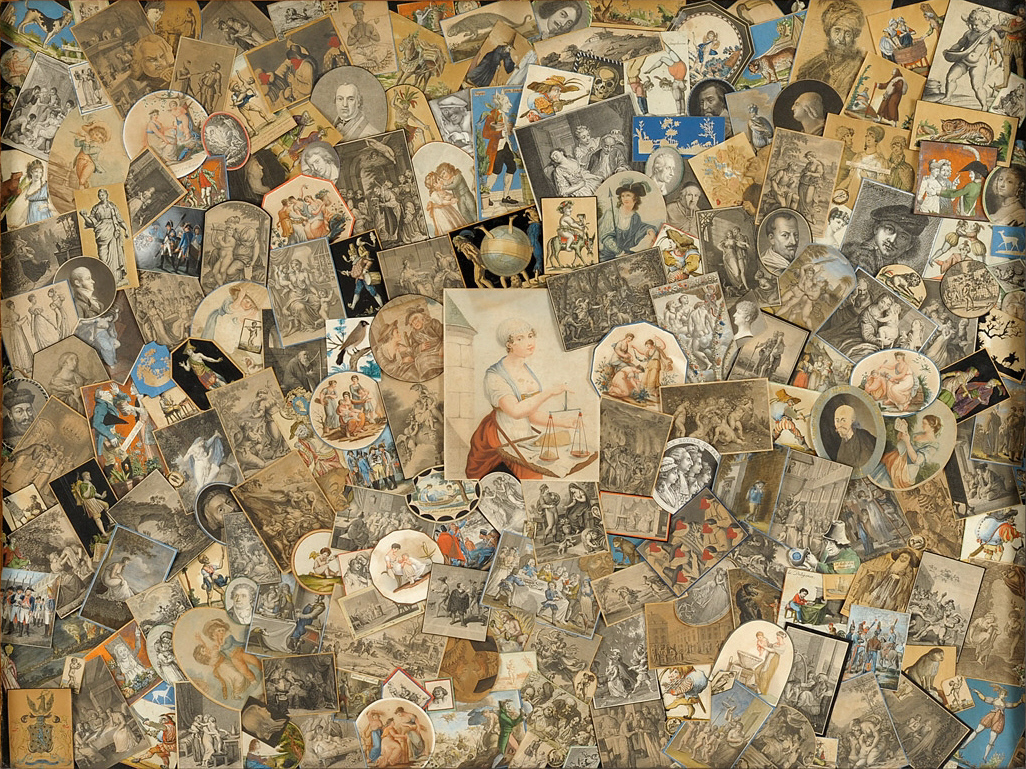
Неизвестный автор. Коллаж из рисунков художников XVIII—XIX веков

Колла́ж (от фр. collage — оклеивание, приклеивание) — техника и основанная на ней разновидность декоративного искусства, заключающаяся в вырезании фигур по контуру из какого-либо материала: разноцветной бумаги, картона, ткани, кожи и в прикреплении этих фигур к основе. В отличие от сходной техники аппликации в коллаже используют разнородные материалы, различающиеся по своей природе, цвету, фактуре, и различные технические приёмы их соединения, например: ткани и картона, холста и металлической фольги. Всё в целом и образует желаемую композицию. В этом отношении коллаж близок мозаике, в частности инкрустации, интарсии или маркетри. В последних случаях элементы фигур и фона в равной степени подвижны и монтируются на общую основу .
В энциклопедии «Британника» утверждается, что термин «коллаж» впервые был применён по отношению к работам дадаистов и сюрреалистов. Впоследствии его стали употреблять также по отношению к другим видам искусства: литературе, музыке, кинематографу.
В отношении искусства авангарда и постмодернизма применяют модернистский аналог традиционного термина: ассамбляж. Это искусство, в котором используются разнообразные объёмные предметы и их фрагменты, собранные и скомпонованные на одной плоскости. Иногда используют обозначение «ready-made». Близки к ассамбляжу арт-объект и инсталляция, хотя и они имеют существенные отличия

### Коллаж в истории изобразительного и декоративного искусства
Приёмы коллажа использовались в коптских тканях в IV—VII веков и в войлочных завесах кочевых народов Центральной Азии. Однако в подобных изделиях доминировали приёмы аппликации.

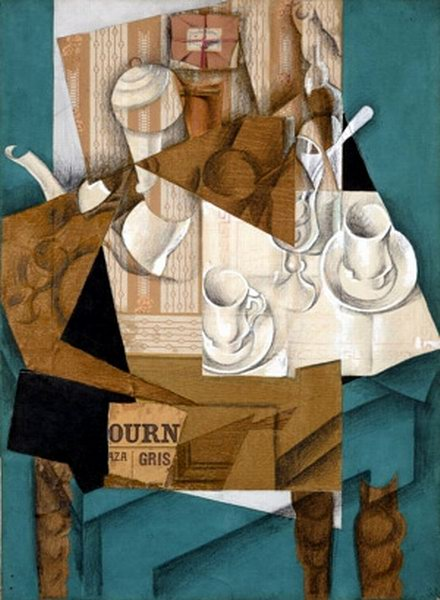
Хуан Грис. Завтрак. 1914. Холст, масло. Музей современного искусства, Нью-Йорк

Считается, что первыми в искусстве технику коллажа применили художники синтетического кубизма: Жорж Брак и Пабло Пикассо, Хуан Грис в 1912—1913 годах. Они вклеивали в холсты куски газет, картон, фольгу. Цветные пятна различной фактуры соединяли с обрывками надписей, цифрами, нотными знаками, орнаментом обоев. Живопись превращалась в декоративную графику или в своеобразную «плоскостную пластику». Это создавало дополнительный, порой парадоксальный эффект отображения объектов действительности в концептуальном пространстве изобразительного искусства.
Первым художником, работавшим исключительно в технике коллажа, был Курт Швиттерс, продолжавший традиции сюрреалистов и дадаистов. Он расширил сферу используемых для коллажей материалов и предметов. Его небольшие, но изысканные по композиции произведения, называвшиеся выдуманным словом «merzbild», состояли из кусочков бумаги, автобусных билетов, этикеток, купонов….
В 30-х годах XX века интерес к коллажу пошёл на убыль, а в 1950-х вспыхнул с новой силой — в русле появившегося тогда на Западе художественного течения поп-арта. Коллажи того времени отражают существовавшие тогда настроения, вкусы, пропитанные не то конформизмом, не то протестом против засилия коммерческой рекламы. В 1960-х годах к технике коллажа часто прибегал Роберт Раушенберг.

### Коллаж в современном искусстве

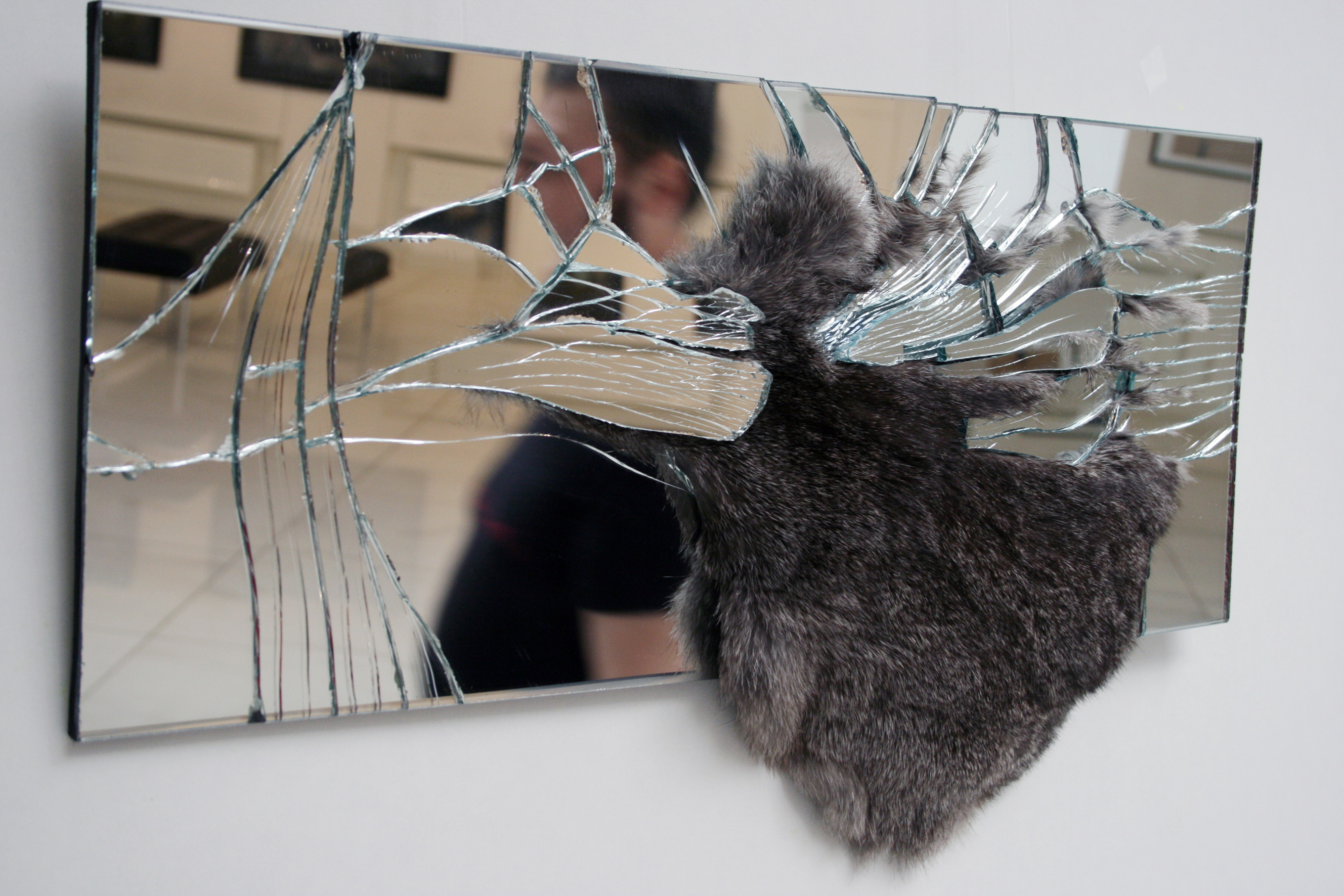
Андрей Сяйлев. 21 из серии «Объективное». Мех, клей, зеркало. 2009

В постмодернистском и современном искусстве абстрактные коллажи создают из мусора, обрывков журналов, газет, коробок, записок, документов. В наше время допустимо дорабатывать фрагменты коллажа другими изобразительными материалами и инструментами: тушью, акрилом, гуашью, акварелью, гелевыми ручками, фломастерами, маркерами. Одна из задач техники коллажа — придание произведению эмоциональной насыщенности и остроты.
Термин «коллаж» используется также для обозначения приёма создания целстного изображения из ряда других изображений или их отдельных фрагментов, как правило, при помощи компьютерных программ. В основе создания цифрового коллажа — «работа со слоями». В процессе создания коллажа могут применяться различные типы наложения, смешивания и прозрачности. Несмотря на то, что в большей части случаев термин «фотомонтаж» был бы более уместен, границы этих двух понятий при манипуляции изображениями с помощью компьютерных программ, практически стираются.

#### Коллаж в истории русского искусства

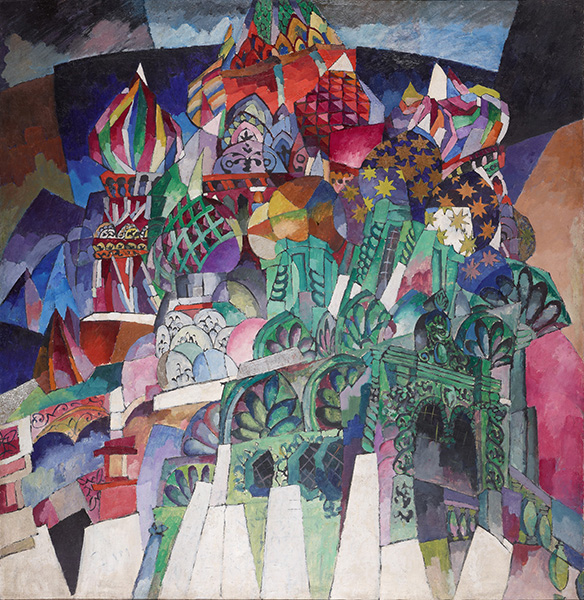
А. В. Лентулов. Собор Василия Блаженного. 1913. Холст, масло, коллаж. Государственная Третьяковская галерея, Москва

В русском искусстве первым стал применять технику коллажа авангардист, в 1910—1916 годах — один из учредителей объединения «Бубновый валет», участник многих других художественных групп Аристарх Лентулов. Неуёмный экспериментатор сочетал в своих полотнах живописные фрагменты с наклеенными кусочками фольги и цветной бумаги. Наиболее яркими работами, созданными в подобной технике в 1914—1915 годы, являются панно «Москва», «Собор Василия Блаженного», «Корабль».
К технике коллажа прибегали также А. М. Родченко, С. М. Телингатер, А. Р. Брусиловский, который впервые ввёл это слово в употребление в русском языке (в 1962 году в газете «Неделя», Москва, иллюстрации к рассказам Славомира Мрожека). Очень быстро это понятие стало употребляться в расширенном значении — смесь разнородных элементов, яркое и выразительное сообщение из обрывков других текстов.
В 2006 году в Русском музее в Санкт-Петербурге состоялась большая выставка «Коллаж в России. XX век».
В 2007 году в Галерее Актёр на открытии вечера «Испанская Фиеста» московским художником И. Каменевым был представлен новый стиль в современном искусстве — «Фотоарт», в основу которого положено наложение элементов, выполненных в живописной технике, на исходное фотографическое изображение.

### Фотоколлаж

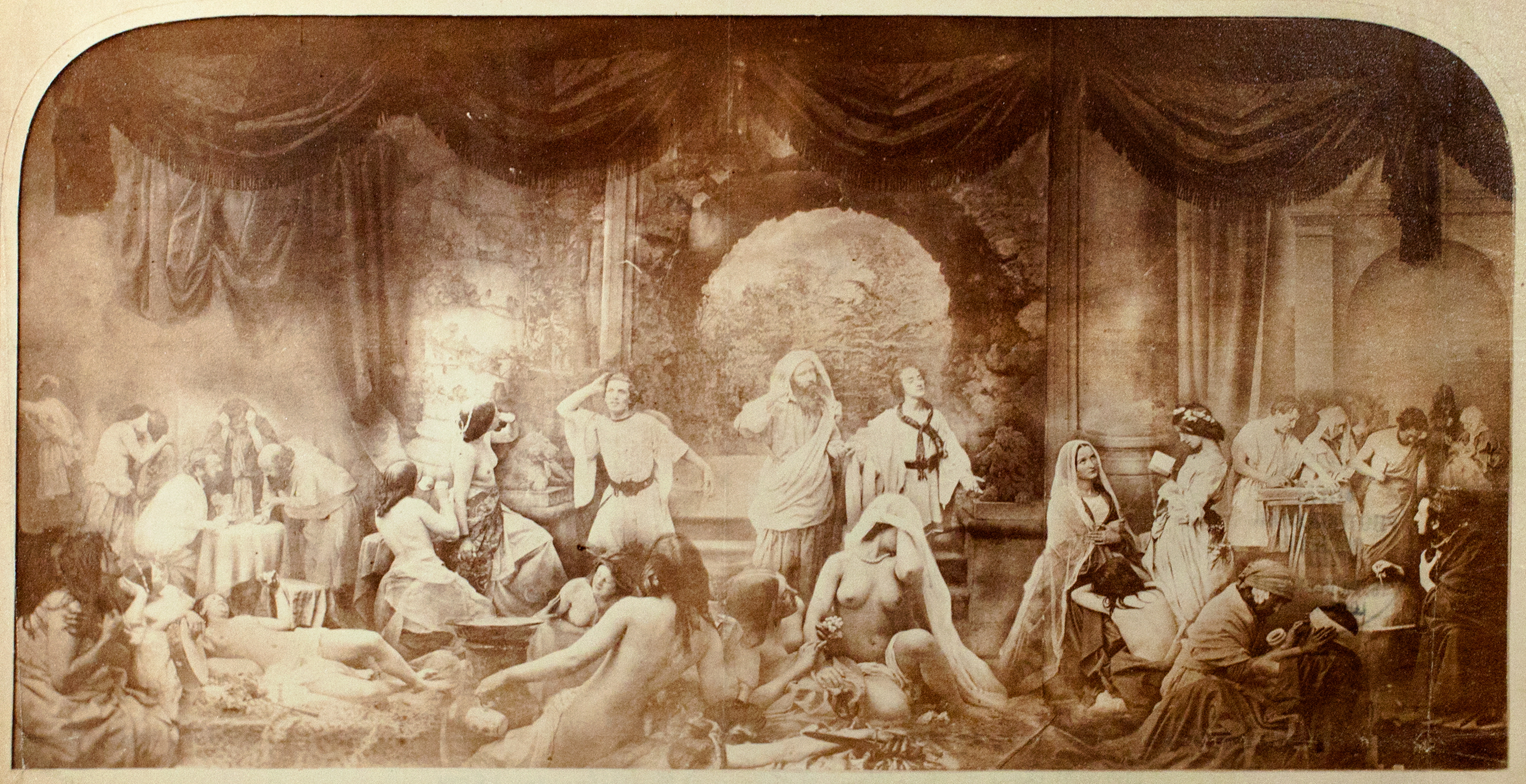
Оскар Рейландер. Два образа жизни. 1857

Фотоколлаж, или фотомонтаж — способ создания изображений или нескольких фотографий или их фрагментов, иногда с добавлением рисованных элементов, надписей и пр.
Эффект фотоколлажа достигается с помощью наложения одного изображения на другое, совмещения нескольких фотоизображений в одном, иногда даже с элементами графики (мозаика) или использования хаотичного набора разнообразных изображений (пазл). В ходе развития фотографии появилась возможность использования различных приёмов и методов создания коллажей с применением специальных эффектов. Данное направление искусства становится доступным всё большему кругу людей, не обладающих профессиональными навыками фотографии или компьютерной обработки фотоснимков (например, с помощью Photoshop). Очень многое зависит от фантазии самого автора и его желания сделать что-то необычное или сюрреалистическое. Фотоколлаж возможен в нескольких жанрах: сатирическое, философское, политическое, метаморфическое, пропагандистское и прочее изображение.
К наиболее ярким представителям мира искусства в области фотоколлажа можно отнести: Д. Хартфилда, Р. Хаусманна, Х. Хёх, М. Эрнста, Л. Мохой-Надь, А. Родченко, В. Степанову, Э. Лисицкого, Ю. Рожкова, Г. Клуциса и других.

## В других видах искусства

### В музыке
В музыке термин «коллаж» означает особую форму использования композитором в своем произведении фрагментов другого сочинения — чужого или ранее написанного своего. Цитируемые фрагменты из других произведений могут быть разностильными. Игра со стилями в более широком плане реализуется в полистилистике. Один из первых коллажей был сочинён в начале XX века Ч. Айвзом. Позднее эту технику использовали Д. Д. Шостакович, Р. К. Щедрин, А. Пярт, Л. Берио и другие композиторы.
Коллаж является одной из наиболее характерных особенностей сюрреалистической музыки. Название «Коллаж» носит итальянская группа, самой популярной песней которой стал известный хит «Donna Musica» с одноименного альбома 1980 года. В современной поэзии и рок-музыке техника коллажа наиболее полно проявилась в творчестве Егора Летова.

### В литературе
В литературе XX века коллаж характерен для направлений, использовавших технику фрагментации текста, «склеенного» из не связанных внешней повествовательной логикой эпизодов — цитат, документов и т. п. К таким направлениям относятся футуризм, модернизм и сюрреализм. Он нашёл воплощение в творчестве Л. Арагона, Дж. Джойса, Дж. Дос Пассоса (роман «Манхэттен», 1925), Э. Паунда, Т. С. Элиота, М. Бютора, А. Дёблина (роман «Берлин — Александерплац», 1929) и др. У футуристов вербальные элементы могли соединяться с элементами живописи (например, «стихокартины» В. В. Каменского). Коллажем можно считать стихотворный сборник-мистификацию Блеза Сандрара «Кодак» (1924), составленный методом нарезки из фрагментов романа Гюстава Леружа «Таинственный доктор Корнелиус».

### В кинематографе
Коллаж как принцип творчества в кинематографе широко использовал режиссёр Сергей Параджанов. Коллажный принцип построения кадра присутствует и у других советских режиссёров этого периода.

### Видеоколлаж
Видеоколлаж — это видеоряд, собранный из небольших отрывков от одного или нескольких фильмов, иногда с добавлением фотоизображений и текстовой информации. Видеоколлаж используется для создания яркого сюжета, точно и контрастно отображающего творческую идею автора.